# Пригоди Гаррета
Пригоди Гаррета (англ. Garrett P.I.) — серія пригодницько-детективних романів у жанрі міського фентезі за авторством Ґлена Кука. Дотримується стилю нуар та гумористичного підтексту.

## Створення
ТунФейр — велике місто в королівстві Карента. Тут мешкають люди, гноми, ельфи, огри, ельфи, ельфи, щуролови та інші раси, а також численні змішані породи у, здавалося б, нескінченних комбінаціях, причому люди переважають. Корупція, бідність, злочинність і загальне беззаконня процвітають.
Карента вже багато поколінь воює з королівством Венагета за контроль над Кантардом, регіоном, де знаходиться більшість світових копалень срібла. (Чоловіки-люди підлягають обов'язковій п'ятирічній військовій службі, яку багато хто не витримує (в тому числі батько і брат Гаррета). Однак той, хто може довести, що він хоча б на чверть не є людиною, звільняється від служби. Це викликає велике обурення, загострюючи расову напруженість.

## Сюжет
Сюжет обертається навколо професійної діяльності майстра з пошуку зниклих людей та речей (а також «ведення переговорів») Гаррета. Історія розповідається від першої особи, з акцентом на думках головного героя. Читач дізнається про оточуючий світ з плином подій, що стосуються головного героя і не раніше.

## Книги та переклад
Кожна книга значною мірою являє собою окрему історію, але лінії персонажів мають наскрізний сюжет. Часові інтервали між книгами не описуються прямо.
Існує переклад книг на російську.
1. «Sweet Silver Blues», рос. "Сладкозвучный серебряный блюз" (1987)
2. «Bitter Gold Hearts», рос. "Золотые сердца с червоточинкой" (1988)
3. «Cold Copper Tears», рос. "Холодные медные слёзы" (1988)
4. «Old Tin Sorrows», рос. "Седая оловянная печаль" (1989)
5. «Dread Brass Shadows», рос. "Зловещие латунные тени" (1990)
6. «Red Iron Nights», рос. "Ночи кровавого железа" (1991)
7. «Deadly Quicksilver Lies», рос. "Смертельная ртутная ложь" (1994)
8. «Petty Pewter Gods», рос. "Жалкие свинцовые божки" (1995)
9. «Faded Steel Heat», рос. "Жар сумрачной стали" (1999)
10. «Angry Lead Skies», рос. "Злобные чугунные небеса" (2002)
11. «Whispering Nickel Idols», рос. "Шепчущие никелевые идолы" (2005)
12. «Cruel Zinc Melodies», рос. "Жестокие цинковые мелодии" (2008)
13. «Gilded Latten Bones», рос. "Позолоченные латунные кости" (2010)
14. «Shadow Thieves», рос. "Теневые воры" (коротка оповідь, 2011)
15. «Wicked Bronze Ambition», рос. "Коварное бронзовое тщеславие" (2013)

### Неточності перекладу
«Lead» перекладено російською як «чугунные», хоча повинно було бути «свинцовые». Це уникнення повторюваності металів у назвах, адже «Petty Pewter Gods» вже було перекладено як «Жалкие свинцовые божки». «Pewter» також мало б перекладатися як «оловянные» (сплав олова зі свинцем), але олово вже фігурувало у 4 книзі («tin»)[джерело?].

## Світ
Події розгортаються в уявному світі, загалом схожому на наш, що знаходиться на рівні розвитку технологій нашого Середньовіччя. Точна географія світу не розповідається, оперуючи лише напрямками відносно головної арени подій — міста Танфера, столиці держави Каренти. У серії постійно фігурують назви сусідньої держави Венаґети та регіону Кантард, за який багато років точиться війна між Карентою і Венаґетою.
Танфер (англ. TunFaire) — велике багатонаціональне місто з населенням близько мільйона. Розташоване на берегу судноплавної річки. Вважається столицею через те, що більшість володарів держави (гласних та негласних) живуть у ньому на так званому Пагорбі (рос. Холме).У найпершому романі серії фігурує також місто Фул-Харбор, один з аванпостів Каренти у Кантардській війні, декілька разів згадуються інші міста Каренти. Також лише у першому романі Гаррет подорожує на значну відстань, заглиблюючись у Кантард. Події усіх інших книг відбуваються у Танфері чи його околицях.
У світі присутня магія, що пов'язана зі сріблом. Значна доля володарів держав є чарівниками. Магія у цьому світі не є інтуїтивно зрозумілою і розповсюдженою, логіка чарівників та заклять майже не пояснюється, залишаючи акцент розповіді на людських взаєминах та рішеннях.
Релігій дуже багато, є декілька найбільш впливових та маса маленьких. У Танфері є окрема вулиця, розташування «храму» бога чи пантеону на якій вказує на кількість його прибічників.

### Населення світу
Присутні у серії раси: люди, дуже рідкісні лоґхіри, темні та високі ельфи, тролі, огри, велетні, орки, гобліни, гноми, піксі, моркари, кентаври, єдинороги, вампіри, перевертні та щуролюди, а також метиси між багатьма з них. Серед різних рас домінуючою, головним чином завдяки чисельності, є людська. Усі не-люди звільнені від призову до лав армії.
- Люди — найчисельніше населення Каренти. Присутні представники декількох рас (друг Гаррета Плеймет чорношкірий).
- Лоґхіри — надзвичайно рідкісні і довгоживучі істоти, що нагадують дуже товстих людей, але з невеликим хоботом замість носа. Володіють могутньою телепатією, телекінезом, здатні міслити одночасно «декількома свідомостями». Після смерті фізичного тіла можуть існувати необмежено довго і використовувати свої здібності, але у прив'язаному до тіла стані.
- Ельфи — одна з довгоживучих рас. В основному проживають у передмісті та Ельфтауні (район Танфера). Від людей відрізняються загостреними вухами та багатьма загостреними зубами. Темні ельфи мають невисокий зріст, досить сильні та гарно бачать у темряві. Жінки високих ельфів вважаються ідеалами жіночої вроди.
- Тролі — істоти величезного зросту, володіють великими іклами та надзвичайно сильні. Фігурують також гролі — нащадки тролів та велетнів.
- Гноми — фігурують декілька рас під цією назвою (гноми та карлики). Одні з них дуже малі зростом, інші зростом у половину людського, але дуже волохаті (обидві статі). Полюбляють зброю, з якою вправляються з дитинства. Мають свій мануфактурний район у Танфері, увесь пронизаний підземними ходами.
- Піксі — крихітний та стрімко живучий народ, що здатен літати. Оселяються кланами, у яких головує жінка. Змащують свою зброю отрутою.
- Кентаври — населення Кантарда, присутні у Танфері як біженці. Розмір кінської половини приблизно з поні.
- Єдинороги — напіврозумні мешканці Кантарду, зображуються агресивними звірами. Ріг здатен вбити вампіра.
- Вампіри — результат захворювання, найчастіше людей, що перетворює їх на страшних кровожерливих істот, однак піддається лікуванню на ранніх стадіях. Живуть у Кантарді гніздами, уникають світла. Не літають, але високо і далеко стрибають, звідкіля і повір'я про їх здатність літати. Дуже важко вбити. Бояться срібла.
- Перевертні — незрозумілі істоти, здатні змінювати свою форму і зовнішність. Дуже важко вбити. Бояться срібла.
- Щуролюди — 4 окремі раси істот, створених століття тому чарівниками (щось на кшталт суміші щурів і людей). Невисокі, хвостаті, надзвичайно гарні нюхачі, зазвичай досить пришелепкуваті, гарно бачать у темряві. Ставлення до них зневажливе. Найрозповсюдженіші щуролюди — бурі, фігурують також сірі.

З надзвичайних диких істот часто фігурують громові ящури — дуже різного розміру хижі рептилії, найменші з яких харчуються невеликими птахами типу голуба, а найбільші справжні велетні. Існування драконів рішуче спростовується, вказуючи на великих громових ящурів як джерело для легенд про драконів.
У світі також присутні мамонти, згадуються надзвичайно отруйні жителі (комахи, плазуни) тропічних районів Кантарду.